# Расізаде Артур Таїр-огли
Артур Таїр огли Расізаде (азерб. Artur Tahir oğlu Rasizadə; нар. 26 лютого 1935) — азербайджанський політичний і державний діяч, прем'єр-міністр Азербайджану (1996–2003 та 2003–2018).

## Життєпис
Народився 26 лютого 1935 в Кіровабаді (нині Гянджа) в сім'ї вчителя. Його батько — Таїр Мамед огли Расізаде загинув в 1942 році під час Німецько-радянської війни.
У 1952 закінчив середню школу № 4 в Ленкорані, а в 1957 — Азербайджанський індустріальний інститут ім. М. Азізбекова, після чого почав роботу інженером в Азербайджанському інституті нафтового машинобудування.
У 1973 став заступником директора з наукової роботи цього інституту.
У 1977 призначений директором Азербайджанського інституту машинобудування.
У 1978–1981 працював у Держплані Азербайджанської РСР.
У 1986–1992 був першим заступником голови Ради міністрів АзРСР, курував енергетичну, машинобудівну та нафтохімічну галузі.
У травні 1996 призначений заступником прем'єр-міністра Азербайджану.
20 липня 1996 став виконувачем обов'язків прем'єр-міністра Азербайджану замість Фуада Гулієва, 26 листопада того ж року став прем'єр-міністром.
За станом здоров'я подав у відставку 4 серпня 2003, звільнивши посаду Ільхаму Алієву. Расізаде знову став прем'єр-міністром 4 листопада 2003.